# Bahnhof Hamburg-Bergedorf Süd

Der Bahnhof Hamburg-Bergedorf Süd ist der westliche Endbahnhof der Bergedorf-Geesthachter Eisenbahn. Die Bezeichnung „Süd“ wurde angefügt, da beim Bau dieses Bahnhofs bereits weiter nördlich der „Bahnhof Bergedorf“ an der Bahnstrecke Berlin–Hamburg der damaligen Preußischen Staatseisenbahnen existierte. Er wurde am 20. Dezember 1906 an der bereits seit 1906 in Betrieb befindlichen Bahnstrecke Bergedorf–Geesthacht eröffnet, ab 1912 war er auch die nördliche Endstation der ab 1911 gebauten Vierländer Bahn.

## Bauliche Anlage

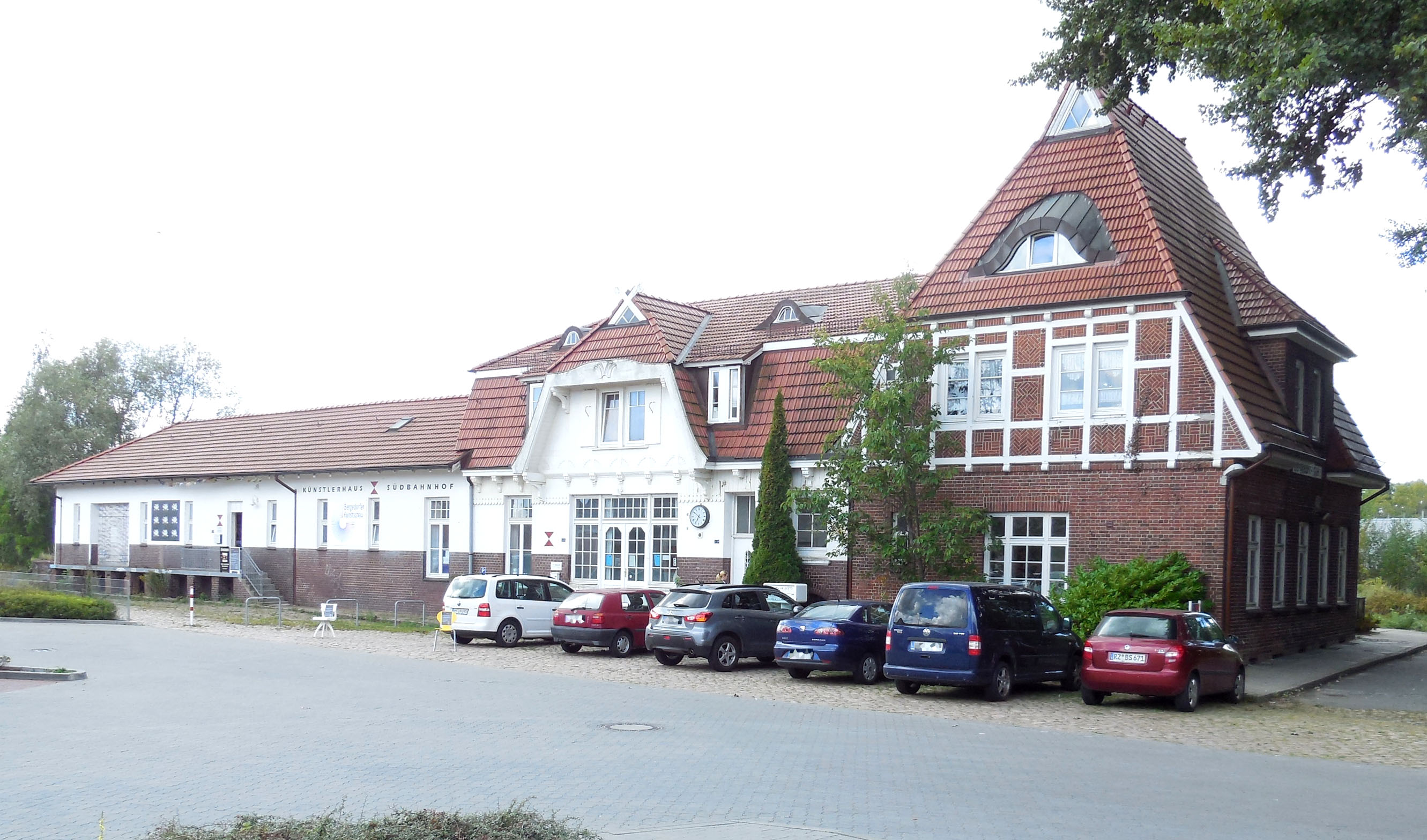
Bahnhof Hamburg-Bergedorf Süd, Rückseite

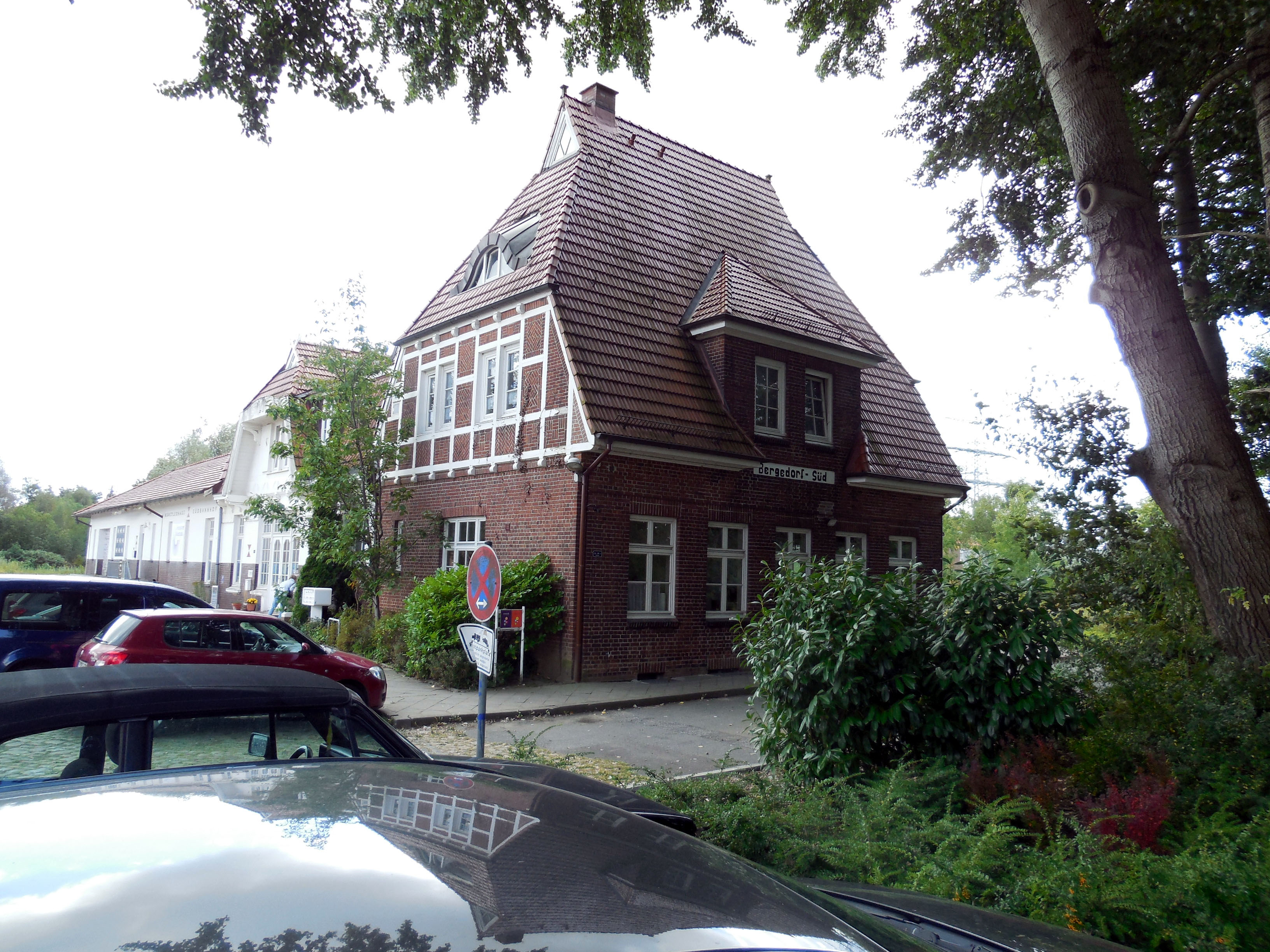
Bahnhof Hamburg-Bergedorf Süd, nordwestlicher Abschluss

Das Empfangsgebäude besteht aus drei unterschiedlichen Gebäudeteilen. Das Hauptgebäude ist auf einer Grundfläche von ca. 10 × 12 Metern ein zweistöckiger Backsteinbau mit hohem, ausgebautem Krüppelwalmdach. Die in Fachwerkbauweise ausgeführten Fronten des oberen Stockwerks sind von den Dachschrägen eingefasst. An der Bahnsteigseite ist eine Veranda an die Gebäudefront angesetzt.
Der zweite Teil ist ein etwa 12 Meter langer und 10 Meter tiefer, einstöckiger Saalbau mit ausgebautem Fußwalmdach und setzt an der südöstlichen Seitenwand des Hauptgebäudes an. Ein älteres Foto zeigt, dass dieses offensichtlich das erste Empfangsgebäude war und das zweistöckige größere Gebäude erst später hinzukam.
Der dritte Teil ist ein 25 Meter langer und etwa 8,5 Meter tiefer Schuppen mit einfachem Ziegeldach und heutigen neueren Oberlichtfenstern. An diesem Ensemble setzt der Bahnsteig mit einem Durchgangsgleis an. Die Fronten der verschiedenen Gebäudeteile fluchten dabei nicht entlang des Bahnsteigs.
Alle drei Gebäudeteile stehen unter Denkmalschutz.

## Gleisanlagen
Die dem Bahnsteig zunächst liegenden Gleise mit Y-Schwellen verlaufen in südöstlicher Richtung zur Trasse nach Geesthacht.
Zusätzlich zu der Streckenführung nach Geesthacht wurde am 1. Mai 1907 eine Verbindungskurve zum Bahnhof Bergedorf der Berlin-Hamburger Eisenbahn angelegt mit Weiterführung in Richtung Berlin.
Innerhalb des Zeitraums zwischen 1928 (bis dahin nachweisbar) und 1960 wurden die Bahnhofsgleise weitergeführt etwa einen Kilometer westlich zu einer ausgedehnten Gütergleisanlage. Diese Gleise haben im weiteren Verlauf direkten Anschluss an die Fernbahntrasse in Richtung Hamburg. Die Verbindungskurve zum Bahnhof Hamburg-Bergedorf wurde später entfernt.

## Betrieb
Auf der BGE-Strecke von Bergedorf nach Geesthacht wurde früher sowohl Güter- als auch Personenverkehr durchgeführt; insbesondere die Beförderung der Arbeiter zu der in Geesthacht ansässigen Pulverfabrik der Köln-Rottweiler Pulverfabriken AG (seit 1919 Köln-Rottweil AG) und der Dynamit AG, vormals Alfred Nobel & Co. Der Bahnhof Bergedorf Süd wird inzwischen nur noch gelegentlich von Museumsfahrten der Arbeitsgemeinschaft Geesthachter Eisenbahn berührt, der Lagerschuppen von einer Künstlergruppe genutzt.
Das südliche Gelände des Bahnhofs und das daran anschließende Gelände wird heute vom Nachfolgeunternehmen der Bergedorf-Geesthachter Eisenbahn (BGE) Verkehrsbetriebe Hamburg-Holstein AG (VHH) als Busbetriebshof mit Hauptwerkstatt und seit ein paar Jahren auch als Verwaltungssitz genutzt.

### Zukunftsperspektive
Die AKN wirbt zusammen mit Lokalpolitikern und dem Verkehrsverbund NAH.SH für eine Neubewertung und Reaktivierung der ehemaligen BGE-Trasse für den Personenverkehr. Vorgesehen ist eine Anbindung der Strecke an der S-Bahn Station Nettelnburg, da die vormalige Verbindung zwischen den Bahnhöfen Bergedorf Süd und Bergedorf überbaut wurde und eine erneute unmittelbare Anbindung nur durch eine teure Tunnellösung möglich wäre. 2016 wurde die Reaktivierung in die Planungen des Wirtschafts- und Verkehrsministeriums Schleswig-Holstein aufgenommen.